# Macairea multinervia
Macairea multinervia är en tvåhjärtbladig växtart som beskrevs av George Bentham. Macairea multinervia ingår i släktet Macairea och familjen Melastomataceae. Inga underarter finns listade i Catalogue of Life.